# Dialyceras
Dialyceras é um género botânico pertencente à família Sphaerosepalaceae.